# Aleksander Zniszczoł
Aleksander Zniszczoł (Cieszyn, 8 marzo 1994) è un saltatore con gli sci polacco.

## Biografia
In Coppa del Mondo ha esordito il 30 dicembre 2011 a Oberstdorf (48º) e ha ottenuto il primo podio il 3 marzo 2012 a Lahti (3º). Ha debuttato ai Campionati mondiali a Falun 2015, dove è stato 40º nel trampolino lungo; ai Mondiali di Planica 2023 si è piazzato 20º nel trampolino normale, 23º nel trampolino lungo e 4º nella gara a squadre e ai Mondiali di volo di Tauplitz 2024 è stato 12º nella gara individuale e 8º in quella a squadre. Ai Mondiali di Trondheim 2025 si è classificato 28º nel trampolino normale, 22º nel trampolino lungo, 6º nella gara a squadre e 8º nella gara a squadre mista.

## Palmarès

### Mondiali juniores
- 4 medaglie:
  - 1 oro (gara a squadre a Val di Fiemme 2014)
  - 3 argenti (trampolino normale, gara a squadre a Erzurum 2012; gara a squadre a Liberec 2013)

### Universiadi
- 1 medaglia:
  - 1 oro (gara a squadre a Trentino 2013)

### Coppa del Mondo
- Miglior piazzamento in classifica generale: 19º nel 2024
- 4 podi (2 individuali, 2 a squadre):
  - 4 terzi posti